# Schattenkabinett Starmer
Das Schattenkabinett Starmer war vom 4. April 2020 bis zum Labour-Sieg bei den Unterhauswahlen 2024 am 4. Juli 2024 das Schattenkabinett in Großbritannien. 
Das Schattenkabinett Starmer wurde von der Labour Party als größter Oppositionspartei gebildet und war das Gegenstück zur amtierenden Regierung (bis September 2022: Kabinett Boris Johnson II, September bis Oktober 2022: Kabinett Truss, ab Oktober 2022: Kabinett Sunak). Das Schattenkabinett wurde seit seiner Ernennung fünf Mal umgebildet: im Juni 2020, Mai 2021, Juni 2021, November 2021 und September 2023. Aus dem Schattenkabinett heraus bildete Keir Starmer das Kabinett Starmer. 

## Mitglieder des Schattenkabinetts
| Amt | Amtsinhaber                                      | Amtsinhaber                                    |
| --- | ------------------------------------------------ | ---------------------------------------------- |
| Schatten-Premierminister Oppositionsführer Vorsitzender der Labour Party |                                                  | Keir Starmer seit April 2020                   |
| stellvertretende Oppositionsführerin stellvertretende Vorsitzende der Labour Party Schatten-Vize-Premierministerin |                                                  | Angela Rayner seit April 2020                  |
| Schatten-Schatzkanzlerin |                                                  | Anneliese Dodds April 2020 – Mai 2021          |
| Schatten-Schatzkanzlerin | Rachel Reeves seit Mai 2021                      |                                                |
| Schattenminister/in für Auswärtiges und Commonwealth-Angelegenheiten (bis September 2023) Schattenminister für Auswärtiges, das Commonwealth und Entwicklung (ab September 2023)                                                               |                                                  | Lisa Nandy April 2020 – November 2021          |
| Schattenminister/in für Auswärtiges und Commonwealth-Angelegenheiten (bis September 2023) Schattenminister für Auswärtiges, das Commonwealth und Entwicklung (ab September 2023)                                                               | David Lammy seit November 2021                   |                                                |
| Schattenminister/in für Inneres |                                                  | Nick Thomas-Symonds April 2020 – November 2021 |
| Schattenminister/in für Inneres | Yvette Cooper seit November 2021                 |                                                |
| Schatten-Chancellor of the Duchy of Lancaster |                                                  | Rachel Reeves April 2020 – Mai 2021            |
| Schatten-Chancellor of the Duchy of Lancaster | Angela Rayner Mai 2021 – September 2023          |                                                |
| Schatten-Chancellor of the Duchy of Lancaster | Pat McFadden seit September 2023                 |                                                |
| Schattenminister/in für Justiz |                                                  | David Lammy April 2020 – November 2021         |
| Schattenminister/in für Justiz | Steve Reed November 2021 – September 2023        |                                                |
| Schattenminister/in für Justiz | Shabana Mahmood seit September 2023              |                                                |
| Schattenminister für Verteidigung |                                                  | John Healey seit April 2020                    |
| Schattenminister für Klimaschutz und CO2-Neutralität (bis September 2023) Schattenminister für Energiesicherheit und CO2-Neutralität (ab September 2023)                                                                                       |                                                  | Ed Miliband seit November 2021                 |
| Schattenminister für Wirtschaft, Energie und Industriestrategien (bis November 2021) Schattenminister für Wirtschaft und Industriestrategien (November 2021 – September 2023) Schattenminister für Wirtschaft und Handel (seit September 2023) |                                                  | Ed Miliband April 2020 – November 2021         |
| Schattenminister für Wirtschaft, Energie und Industriestrategien (bis November 2021) Schattenminister für Wirtschaft und Industriestrategien (November 2021 – September 2023) Schattenminister für Wirtschaft und Handel (seit September 2023) | Jonathan Reynolds seit November 2021             |                                                |
| Schattenminister/in für Arbeit und Renten |                                                  | Jonathan Reynolds April 2020 – November 2021   |
| Schattenminister/in für Arbeit und Renten | Jonathan Ashworth November 2021 – September 2023 |                                                |
| Schattenminister/in für Arbeit und Renten | Liz Kendall seit September 2023                  |                                                |
| Schattenminister für Gesundheit und Soziales |                                                  | Jonathan Ashworth April 2020 – November 2021   |
| Schattenminister für Gesundheit und Soziales | Wes Streeting seit November 2021                 |                                                |
| Schattenministerin für Bildung |                                                  | Rebecca Long-Bailey April 2020 – Juni 2020     |
| Schattenministerin für Bildung | Kate Green Juni 2020 – November 2021             |                                                |
| Schattenministerin für Bildung | Bridget Phillipson seit November 2021            |                                                |
| Schattenministerin für Digitales, Kultur, Medien und Sport (bis September 2023) Schattenministerin für Kultur, Medien und Sport (ab September 2023)                                                                                            |                                                  | Jo Stevens April 2020 – November 2021          |
| Schattenministerin für Digitales, Kultur, Medien und Sport (bis September 2023) Schattenministerin für Kultur, Medien und Sport (ab September 2023)                                                                                            | Lucy Powell November 2021 – September 2023       |                                                |
| Schattenministerin für Digitales, Kultur, Medien und Sport (bis September 2023) Schattenministerin für Kultur, Medien und Sport (ab September 2023)                                                                                            | Thangam Debbonaire seit September 2023           |                                                |
| Schattenminister für Wissenschaft, Technologie und Innovationen |                                                  | Peter Kyle seit September 2023                 |
| Schattenminister für Umwelt, Ernährung und ländliche Angelegenheiten |                                                  | Luke Pollard April 2020 – November 2021        |
| Schattenminister für Umwelt, Ernährung und ländliche Angelegenheiten | Jim McMahon November 2021 – September 2023       |                                                |
| Schattenminister für Umwelt, Ernährung und ländliche Angelegenheiten | Steve Reed seit September 2023                   |                                                |
| Schattenministerin für Wohnen, Kommunen und lokale Selbstverwaltung |                                                  | Lisa Nandy November 2021 – September 2023      |
| Schattenministerin für Wohnen, Kommunen und lokale Selbstverwaltung | Angela Rayner seit September 2023                |                                                |
| Schattenminister/in für Verkehr |                                                  | Jim McMahon April 2020 – November 2021         |
| Schattenminister/in für Verkehr | Louise Haigh seit November 2021                  |                                                |
| Schattenminister/in für Nordirland |                                                  | Louise Haigh April 2020 – November 2021        |
| Schattenminister/in für Nordirland | Peter Kyle November 2021 – September 2023        |                                                |
| Schattenminister/in für Nordirland | Hilary Benn seit September 2023                  |                                                |
| Schattenminister für Schottland |                                                  | Ian Murray seit April 2020                     |
| Schattenministerin für Wales |                                                  | Nia Griffith April 2020 – November 2021        |
| Schattenministerin für Wales | Jo Stevens seit November 2021                    |                                                |
| Schattenminister ohne Geschäftsbereich |                                                  | Nick Thomas-Symonds Seit September 2023        |
| Weitere Teilnehmer an Kabinettssitzungen |                                                  |                                                |
| Schattensekretär/in im Schatzamt |                                                  | Bridget Phillipson April 2020 – November 2021  |
| Schattensekretär/in im Schatzamt | Pat McFadden November 2021 – September 2023      |                                                |
| Schattensekretär/in im Schatzamt | Darren Jones seit September 2023                 |                                                |
| Paymaster General |                                                  | Jonathan Ashworth seit September 2023          |
| Schattenstaatsministerin für internationale Zusammenarbeit |                                                  | Preet Gill November 2021 – September 2023      |
| Schattenstaatsministerin für internationale Zusammenarbeit | Lisa Nandy seit September 2023                   |                                                |
| Nationale/r Kampagnenkoordinator/in der Labour Party |                                                  | Shabana Mahmood Mai 2021 – September 2023      |
| Nationale/r Kampagnenkoordinator/in der Labour Party | Pat McFadden seit September 2023                 |                                                |
| Vize-Nationale Kampagnenkoordinatorin der Labour Party |                                                  | Ellie Reeves seit September 2023               |
| Schatten-Generalstaatsanwältin |                                                  | Charlie Falconer April 2020 – November 2021    |
| Schatten-Generalstaatsanwältin | Emily Thornberry seit November 2021              |                                                |
| Schatten-Leader of the House of Commons |                                                  | Valerie Vaz April 2020 – Mai 2021              |
| Schatten-Leader of the House of Commons | Thangam Debbonaire Mai 2021 – September 2023     |                                                |
| Schatten-Leader of the House of Commons | Lucy Powell seit September 2023                  |                                                |
| Chief Whip der Labour Party im House of Commons |                                                  | Nick Brown April 2020 – Mai 2021               |
| Chief Whip der Labour Party im House of Commons | Alan Campbell seit Mai 2021                      |                                                |
| Schatten-Leader of the House of Lords |                                                  | Angela Smith seit Mai 2015                     |
| Chief Whip der Labour Party im House of Lords |                                                  | Tommy McAvoy April 2020 – Juni 2021            |
| Chief Whip der Labour Party im House of Lords | Roy Kennedy seit Juni 2021                       |                                                |